# Права ЛГБТ+ особа у Андори
| \| \| \| \| Застава Андоре \| Застава дугиних боја \| |                                                    |
| Положај Андоре                                        |                                                    |
| Законска регулатива                                   |                                                    |
| Легализација хомосексуалности                         | — од 1791                                          |
| Родни идентитет                                       | Зелена квачица                                     |
| Антидискриминациони закони                            | Сексуална оријентација и заштита родног идентитета |
| Војна служба                                          | Нема војску                                        |
| Породична права                                       |                                                    |
| Брак                                                  | Зелена квачица                                     |
| Истополна заједница                                   | Зелена квачица                                     |
| Усвајање                                              | — од 2014                                          |
| ЛГБТ+ у Андори                                        |                                                    |
| Организације                                          |                                                    |
| Права                                                 |                                                    |
| Медији                                                |                                                    |
| Догађаји                                              |                                                    |
| Особе                                                 |                                                    |
| Значајна места                                        |                                                    |
| ЛГБТ+ портал                                          |                                                    |
| Застава Андоре                                        | Застава дугиних боја                               |
| Застава Андоре                                        | Застава дугиних боја                               |

Права лезбејки, хомосексуалаца, бисексуалаца и трансродних (ЛГБТ) у Андори значајно су напредовала у 21. веку и сада се сматрају генерално прогресивним. Грађанске заједнице, које дају све предности брака (укључујући и усвојење), признате су од 2014. године, а дискриминација на основу сексуалне оријентације је уставом забрањена. Генерални савет је 21. јула 2022. усвојио нацрт закона којим би се легализовали истополни бракови 2023. године, а све грађанске заједнице претварају у грађански брак. У септембру 2023. године, Гзавијер Еспот Замора, премијер Андоре, званично се прогласио хомосексуалцем.

## Закон о истополној сексуалној активности
Закон о забрани истополне сексуалне активности укинут је 1791.  Као таква, Андора је, уз Француску (која такође никада није криминализовала хомосексуално понашање између одраслих од 1791), нација у којој је хомосексуалност најдуже легална.

### Доб за пристанак
Старост за пристанак и за истополне и за хетеросексуалне везе је 14 година, како је прописано чланом 147. Кривичног законика, који гласи:
“ 1. Ко изврши полну радњу са лицем млађим од четрнаест година... казниће се затвором од три месеца до три године.
2. Ако дело укључује оралну, аналну или вагиналну пенетрацију делом људског тела или предметом, казна је затвор од три до десет година “.
Андора је једна од две европске нације у којима никада није постојао неједнак узраст пристанка од краја 18. века. Други је Монако, који је декриминализовао хомосексуалност и поставио једнаку старосну доб за пристанак 1793. године, 2 године након Андоре.

## Препознавање истополних веза
Грађански бракови истог пола у Андори легализовани су 2023. Раније су били доступни грађански синдикати.
Од 2005. истополни парови могу да региструју своје партнерство под називом „стабилна заједница пара“ (unió estable de parella). Дана 2. јуна 2014. године, владајућа партија Демократе за Андору представила је Генералном савету предлог закона о грађанској унији. Законом су успостављене грађанске заједнице једнаке браку у свему осим по имену, а истополним паровима би се дало право на заједничко усвајање. Дана 27. новембра 2014. године, предлог закона је усвојен са 20 против 3 уз неколико уздржаних. Предлог закона је 24. децембра објављен у званичном часопису, након што га је ко-принц Франсоа Оланд прогласио јер је био потребан потпис једног од двојице супринчева. Ступио је на снагу 25. децембра.
Три странке које чине владајућу коалицију, Демократе, Либерална партија и посвећени грађани, представиле су 10. марта 2020. године нацрт закона о реформи породичног закона, укључујући и легализацију истополних бракова. Предлог закона би такође елиминисао грађанске заједнице и претворио све постојеће заједнице у грађански брак. Предлог закона је представљен Генералном већу 24. новембра 2020. године, а усвојен је 21. јула 2022.

## Усвајање и планирање породице
Пре 2014. године, истополним паровима није било дозвољено да усвајају, јер је закон о усвајању признавао ову могућност само за хетеросексуалне парове. Ово је промењено када је у новембру 2014. године усвојен закон о грађанској заједници који даје пуна права на усвајање и ступио на снагу 25. децембра 2014.

## Заштита од дискриминације
Андора је забранила дискриминацију на основу сексуалне оријентације од 2005. Злочини из мржње мотивисани сексуалном оријентацијом жртве резултирају додатним законским казнама. Поред тога, у децембру 2008. године, Уставни суд је одлучио да је сексуална оријентација укључена у забрањене основе дискриминације у Уставу Андоре под категоријом „било који други основ“.
Члан 4 Закона 35/2008 од 18. новембра о професионалним односима (кат. Llei 35/2008, del 18 de desembre, del Codi de relacions laborals) забрањује послодавцима и радницима да, између осталих категорија, дискриминишу запослене или колеге на основу сексуалне оријентације.
Ретке су пријаве о јавној дискриминацији ЛГБТ особа. 2000. године, млади геј мушкарац, 17-годишњи Нуно Рибеиро, убијен је у земљи због своје сексуалне оријентације, што је изазвало негодовање јавности. Поред тога, постоји неколико случајева да родитељи протерују децу из својих домова због њихове сексуалне оријентације. Међутим, генерално гледано, андорско друштво има тенденцију да буде веома толерантно према хомосексуалности и истополним односима, а прихватање је високо.
У фебруару 2019. године, Генерални савет је усвојио законе који се баве једнаким третманом и недискриминацијом. Llei 13/2019, del 15 de febrer, per a la igualtat de tracte i la no-discriminació („Закон 13/2019, од 15. фебруара, о једнаком третману и недискриминацији“), пружа заштиту ЛГБТ особама, међу други, у бројним областима укључујући запошљавање, образовање, здравствену заштиту, социјалне услуге, становање, јавне установе, итд. Члан 4(2) каже:
Нико не може бити дискриминисан на основу рођења, националности или недостатка националности, расног порекла или етничке припадности, пола или женског пола, вероисповести, филозофског, политичког или синдикалног мишљења, језика, старости, инвалидитета, сексуалне оријентације, родног идентитета или израз, или било које друго лично или друштвено стање или околност.

## Трансродна права
Нови породични закон који је Парламент усвојио 21. јула 2022. омогућава транс особама да ажурирају своје име и пол у правним документима кроз једноставан процес без медицинске интервенције. Закон је ступио на снагу шест месеци након проглашења.
Забрањена је дискриминација на основу родног идентитета и изражавања у областима као што су запошљавање, пружање добара и услуга итд. Поред тога, Llei 14/2019, del 15 de febrer, qualificada dels drets dels infants i els adolescents („Закон 14/2019, од 15. фебруара, о правима деце и адолесцената“) утврђује да се трансродна деца морају поштовати у својим родни идентитет.

## Давање крви
Мушкарци који имају секс са мушкарцима (МСМ) могу да дају крв организацији Banc de Sang i Teixits de Catalunya, and to the Établissement Français du Sang у Француској.

## Активизам
2019. године формирана је ЛГБТ група DiversAnd. Основано је након удружења Som com Som (што на каталонском значи „ми смо такви какви јесмо“) је завршио свој рад 2018. DiversAnd се фокусира на спречавање и решавање малтретирања и дискриминације у школама, залагање за права трансродних особа да промене име и пол, и истополне бракове. Организовала је параду поноса у јуну 2019.
Прве ЛГБТ демонстрације у Андори одржане су 6. септембра 2002. Som Com Som је 23. јуна 2003. организовао прву геј параду у земљи, која се одржала на Плаца дел Побле у Андори ла Веља.
Дана 17. маја 2019. године, на Међународни дан борбе против хомофобије, Одељење за равноправност покренуло је кратки филм под називом „#lovingdiversity“ и подигло онлајн свест о ЛГБТ питањима.

## Јавно мњење
Према истраживању Institut d'Estudis Andorrans из 2013. године, 70% Андораца је било за истополне бракове, 19% је било против, а 11% је неодлучно или је одбило да одговори.
| Легализована сексуална активност истог пола                          | (од 1791)                               |
| Једнака старост за пристанак (14)                                    | (од 1791)                               |
| Антидискриминациони закони за сексуалну оријентацију                 | (од 2005)                               |
| Закони против дискриминације за родни идентитет или изражавање       | (од 2019)                               |
| Закони о злочинима из мржње укључују сексуалну оријентацију          | (од 2005)                               |
| Закони о злочинима из мржње укључују родни идентитет или изражавање  | No                                      |
| Истополни бракови                                                    | (од 2023)                               |
| Препознавање истополних парова                                       | (од 2005)                               |
| Усвајање пасторка од стране истополних парова                        | (од 2014)                               |
| Заједничко усвајање од стране истополних парова                      | (од 2014)                               |
| ЛГБТ особама је дозвољено да отворено служе војску                   | Нема војску                             |
| Право на промену законског пола                                      | (од 2023)                               |
| Интерсексуални малолетници заштићени од инвазивних хируршких захвата | No                                      |
| Опција трећег пола                                                   | No                                      |
| Доступност вантелесне оплодње за лезбијске парове                    | (од 2023)                               |
| Терапија конверзије забрањена за малолетнике                         | No                                      |
| Комерцијално сурогат мајчинство за геј мушке парове                  | (Забрањено и за хетеросексуалне парове) |
| MСМ дозвољени да дају крв                                            | (од 2011)                               |